# Veliko nacionalno pozorište (Meksiko)
Gran Teatro Nacional (Veliko nacionalno pozorište (шп. Gran Teatro Nacional)) bila je najveća operska kuća u Meksiku. Sagrađena je 1844. godine a srušena je 1901. godine. Za vreme svog postojanja, bila je jedna od najvećih opera u Latinskoj Americi u XIX veku.

## Istorija
Gran Teatro Nacional građen je u period od 1840. do 1844. godine, po nacrtima meksičkog arhitekte Lorenza de la Hidalga. Zgrada se nalazila na kraju avenije Sinko de Majo u sadašnjoj Bolivar ulici. Opera je mogla da primi 3500 osoba, što je za 1500 mesta više od današnje Palate lepe umetnosti koja je sagrađena na mestu nekadašnje opere.
Istoričari smatraju de je opersko zdanje, pored Metropolitanske katedrale i Palate lepe umetnosti, bilo jedno od najznačajnijih arhitektonskih dela u Meksiku Sitiju. Veliko nacionalno pozorište otvoreno je za vreme jednog od predsedničkih mandata Antonia de Padua Marija Severino Lopez de Santa Ana i Peres de Lebron, poznatog samo kao Santa Anta ili Lopez de Santa Ana ili po nadimku „Napoleon Zapada“. Pozorište je vremenom menjalo ime od Velikog teatra Santa Ane do Velikog teatra Vergara, zatim Velikog carskog teatra i na kraju Velikog nacionalnog pozorišta.
Pozorište je imao bogat sezonski repertoara sa oko 17 operskih premijera i više od 60 predstava.

## Veliko carsko pozorište
Tokom Drugog meksičkog carstva, pod vladacinom cara Maksimilijana I od Meksika, pozorište menja ume u Gran Teatro Imperial (Veliko carsko pozorište). U ovom periodu, pozorišne predstave režirao je španski dramaturgu Hose Zorila. Tokom Zorilinog upravljanja došlo je do velikog kulturnog skandala jer je on odbio da u repertoar uvrsti operu Ildegonda, španskog kompozitora Melesija Moralesa. Kada je opera bila spremna za prikazivanje, grupa meksičkih umetnika posetila je pozorište kako bi utvrdila da li ispunjava uslove za izvođenje opere. Međutim, tome se usprotivio Zorila što je dovelo do pisanja manifesta i žalbi Minitarstvu unutrašnjih poslova cara Maksimilijana. Protesti javnosti prekinuli su izvođenje repertoara. Hose je na kraju bio primoran da uvrsti operu koja je premijerno izvođenje imala 27. januara 1866. godine.

## Veliko nacionalno pozorište
Godine 1867, republikanci su nadvladali i zarobili cara Maksimilijana, te ga 19. juna streljali. Nakon njegove smrti, došlo je do obnove Republike i pozorište je preimenovano u Veliko nacionalno pozorište. Nedugo potom, Melesio Morales je javnosti prezentovao svoje spektakularno delo, operu Kleopatra.

## Rušenje
Veliko nacionalno pozorište srušeno je u periodu između 1900. i 1901. godine, radi proširenje avenije Sinko de Majo. Mnogi ljudi iz sveta kulture usprotivilo se ovom rušenju, ali je gradska vlast ipak odlučila da sruši pozorište uz obećanje da će sagraditi novo. Izgradnja Palate lepe umetnosti početa je 1904. godine ali je Meksička revolucija prekinula radove. Bilo je potrebno tačno 30 godina da se novo pozorište otvori. U ovom periodu opere i predstave izvodile su se u drugim gradskim pozorištima.

## Svetske premijere
U velikom nacionalnom pozorištu prikazane su mnogobrojne svetske premijere. Neke od njih su:
- 1859: Katalina de Guisa, opera iz tri čina Senobia Paniagua.
- 1863: Romeo i Julija, opera Melesija Moralesa.
- 1864: Agorante, rey de la Nubia, opera Migele Menesesa.
- 1866 (27 januar): Ildegonda, opera iz tri čina Melesija Moralesa.
- 1871 (9 februar): Don Quijote en la venta encantada, libreto A. Garcia i muzika Migela Planasa.
- 1871 (13 septembar): Guatimozin, opera iz jednog čina Aniseta Ortega de Vilara sa tenorom Enrikom Temberlikom i sopranom Angelom Peralta.
- 1877: Gino Corsini, opera iz četiri čina Melesija Moralesa.
- 1891: Kleopatra, opera iz četiri čina Melesija Moralesa.

## Galerija
- Crtež pozorišta iz XIX veka
- Slikoviti prikaz iz XIX veka koji prikazuje unutrašnjost pozorišta
- Palata lepe umetnosti koja je sagrađena na mestu nekadašnjeg pozorišta
- Portret Kenobia Paniagua
- Portret Angele Paralte

## Bibliografija
- Contenido magazine, March 2009, "Crónicas de la Ciudad: Así era el Gran Teatro Nacional", by Alberto Barranco Chavarría.
- Manuel Mañón: "Historia del viejo Gran Teatro Nacional de México, 1841-1901. Mexico, CONACULTA, 2010.